# فاية سيدمحمد (غيزانية)
فاية سيدمحمد (بالفارسية: فای‌سیدمحمد) هي قرية وتقع في إيران في قسم غيزانية الريفي.